# Villa Design
Villa Design este o revistă de tip home&deco din România, lansată la data de 17 decembrie 2008 de trustul de presă Sanoma Hearst România.
Revista este dedicată specialiștilor în design, artă și arhitectură și se adresează unui public de elită, cu status social ridicat.
Revista a fost lansată în format de 164 de pagini, frecvență trimestrială și cu un tiraj de 15.000 de exemplare.